# USS Pennsylvania (BB-38)
USS "Pennsylvania" (BB 38) – amerykański pancernik typu Pennsylvania, z okresu obu wojen światowych. Po odniesieniu niewielkich uszkodzeń w ataku na Pearl Harbor, brał aktywny udział w działaniach II wojny światowej na Pacyfiku do końca wojny. Budowę tego okrętu rozpoczęto 27 października 1913 roku, wodowanie odbyło się w stoczni Newport News Shipb. & Dry Dock Co. 16 marca 1915, a do służby wszedł 12 czerwca 1916 roku. W sumie zbudowano 2 okręty tego typu, bliźniaczą jednostką był pancernik USS "Arizona".
W latach 1929–1931 przeszedł gruntowną przebudowę.
W czasie japońskiego ataku na Pearl Harbor 7 grudnia 1941 roku "Pennsylvania" znajdowała się w suchym doku. Odniosła niewielkie uszkodzenia od jednego bezpośredniego trafienia bombą. Naprawa wraz z modernizacją trwała 3 miesiące.
Okręt ten brał udział w operacji odbicia Aleutów w maju i sierpniu 1943 roku. Brał udział w bitwie w cieśninie Surigao 24/25 października 1944, lecz nie miał szansy ostrzeliwać japońskich pancerników. 24 lipca 1945 roku (według innych źródeł, 12 sierpnia) został poważnie uszkodzony u wybrzeży Okinawy japońską torpedą lotniczą (Typ 91 Mod. 4), która uszkodziła mu trzy wały śrub i wywołała przecieki. Naprawy w stoczni Puget Sound Navy Yard w Nowym Jorku, rozpoczętej 24 października 1945 roku, nie ukończono z uwagi na decyzję o wycofaniu okrętu ze służby.
Podczas działań wojennych przepłynął 146 052 mil morskich i wystrzelił 6854 pociski głównego kalibru oraz 33 878 pocisków 127 mm. Otrzymał 8 odznaczeń battle star.
Został użyty jako okręt-cel w 1946 roku podczas prób atomowych Able i Baker w ramach operacji Crossroads na atolu Bikini. Przetrwał wybuchy atomowe i został przeholowany na atol Kwajalein, gdzie po badaniach został oficjalnie wycofany ze służby 29 sierpnia 1948 roku. Tam też wkrótce zatonął na skutek nienaprawionych uszkodzeń i braku konserwacji.